# Palaquium ottolanderi
Palaquium ottolanderi là một loài thực vật có hoa trong họ Hồng xiêm. Loài này được Koord. & Valeton mô tả khoa học đầu tiên năm 1894.